# Daniel Heggli
Daniel Heggli (21 kwietnia 1962) – szwajcarski kolarz szosowy, dwukrotny medalista mistrzostw świata.

## Kariera
Pierwszy sukces w karierze Daniel Heggli osiągnął w 1982 roku, kiedy wspólnie z Alfredem Achermannem, Richardem Trinklerem i Ursem Zimmermannem zdobył srebrny medal w drużynowej jeździe na czas na mistrzostwach świata w Goodwood. Wynik ten Szwajcarzy w składzie: Heinz Imboden, Daniel Heggli, Othmar Häfliger i Benno Wissem powtórzyli na rozgrywanych rok później mistrzostwach świata w Altenrhein. Na pobu tych imprezach startował także w wyścigu ze startu wspólnego amatorów, zajmując odpowiednio 51. i 20. miejsce. Ponadto wygrał Mistrzostwa Zurychu w kategorii amatorów oraz hiszpański Cinturón Ciclista Internacional a Mallorca w 1982 roku, a rok później był drugi w belgijskim Circuit Franco-Belge. Nigdy nie wystąpił na igrzyskach olimpijskich. 